# کیرن پرکینز
کیرن پرکینز (به انگلیسی: Kieren Perkins) (زادهٔ ۱۴ اوت ۱۹۷۳) شناگر اهل استرالیا است.